# پائاهائو (هاوایی)
پائاهائو (به انگلیسی: Paauhau) یک منطقهٔ مسکونی در ایالات متحده آمریکا است که در شهرستان هاوایی، هاوایی واقع شده‌است. پائاهائو ۱۲۸٫۰۲ متر بالاتر از سطح دریا واقع شده‌است.